# Bretteville-sur-Laize
Pour les articles homonymes, voir Bretteville et Laize.
Bretteville-sur-Laize est une commune française, située dans le département du Calvados en région Normandie, peuplée de 1 911 habitants.

## Géographie

### Description
Bretteville-sur-Laize se situe dans le Pays de Caen, au fond d'une vallée, à 14 km au nord-est de Thury-Harcourt, à 16 km au sud de Caen, et à 21 km au nord de Falaise.
Les paysages sont diversifiés : plaine, forêt, falaises.

### Hydrographie

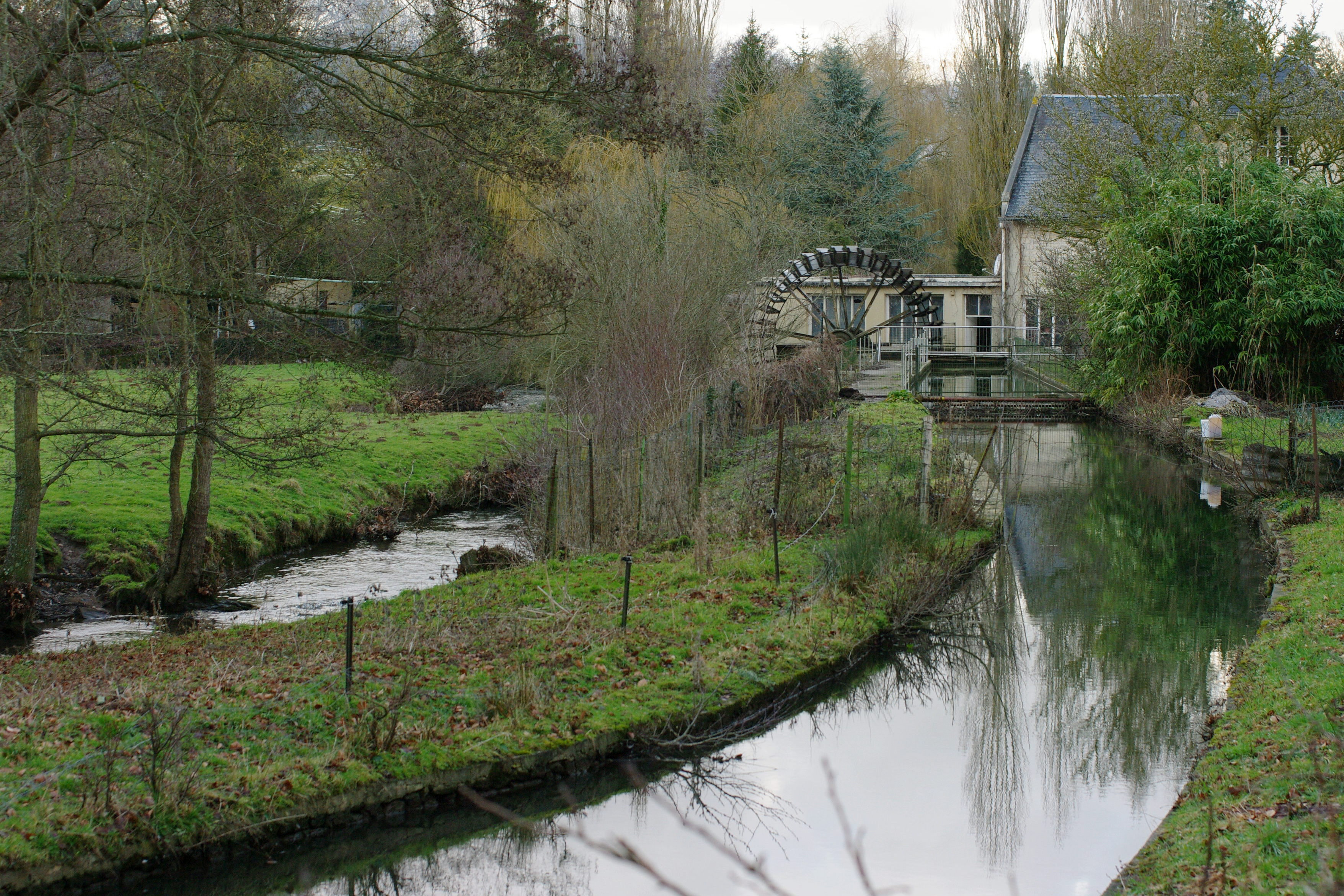
La Laize et son moulin à Bretteville-sur-Laize.

La commune est drainée par la Laize,  un affluent droit du fleuve côtier l'Orne

### Climat
Pour des articles plus généraux, voir Climat de la Normandie et Climat du Calvados.
En 2010, le climat de la commune est de type climat océanique altéré, selon une étude du CNRS s'appuyant sur une série de données couvrant la période 1971-2000. En 2020, Météo-France publie une typologie des climats de la France métropolitaine dans laquelle la commune est exposée à un climat océanique et est dans la région climatique Normandie (Cotentin, Orne), caractérisée par une pluviométrie relativement élevée (850 mm/a) et un été frais (15,5 °C) et venté. Parallèlement le GIEC normand, un groupe régional d’experts sur le climat, différencie quant à lui, dans une étude de 2020, trois grands types de climats pour la région Normandie, nuancés à une échelle plus fine par les facteurs géographiques locaux. La commune est, selon ce zonage, exposée à un « climat des plateaux abrités », correspondant à la plaine agricole de Caen à Falaise, sous le vent des collines de Normandie et proche de la mer, se caractérisant par une pluviométrie et des contraintes thermiques modérées.
Pour la période 1971-2000, la température annuelle moyenne est de 10,4 °C, avec  une amplitude thermique annuelle de 12,3 °C. Le cumul annuel moyen de précipitations est de 759 mm, avec 12 jours de précipitations en janvier et 7,5 jours en juillet. Pour la période 1991-2020, la température moyenne annuelle observée sur la station météorologique la plus proche, située sur la commune de Fresney-le-Vieux à 6 km à vol d'oiseau, est de 10,8 °C et le cumul annuel moyen de précipitations est de 826,3 mm,. Pour l'avenir, les paramètres climatiques de la commune estimés pour 2050 selon différents scénarios d’émission de gaz à effet de serre sont consultables sur un site dédié publié par Météo-France en novembre 2022.

## Urbanisme

### Typologie
Au 1er janvier 2024, Bretteville-sur-Laize est catégorisée bourg rural, selon la nouvelle grille communale de densité à 7 niveaux définie par l'Insee en 2022.
Elle est située hors unité urbaine. Par ailleurs la commune fait partie de l'aire d'attraction de Caen, dont elle est une commune de la couronne,. Cette aire, qui regroupe 296 communes, est catégorisée dans les aires de 200 000 à moins de 700 000 habitants,.

### Occupation des sols
L'occupation des sols de la commune, telle qu'elle ressort de la base de données européenne d’occupation biophysique des sols Corine Land Cover (CLC), est marquée par l'importance des territoires agricoles (80,7 % en 2018), en diminution par rapport à 1990 (85,2 %). La répartition détaillée en 2018 est la suivante : 
terres arables (54,2 %), prairies (26,5 %), zones urbanisées (10 %), forêts (6,8 %), zones industrielles ou commerciales et réseaux de communication (2,5 %). L'évolution de l’occupation des sols de la commune et de ses infrastructures peut être observée sur les différentes représentations cartographiques du territoire : la carte de Cassini (XVIIIe siècle), la carte d'état-major (1820-1866) et les cartes ou photos aériennes de l'IGN pour la période actuelle (1950 à aujourd'hui).

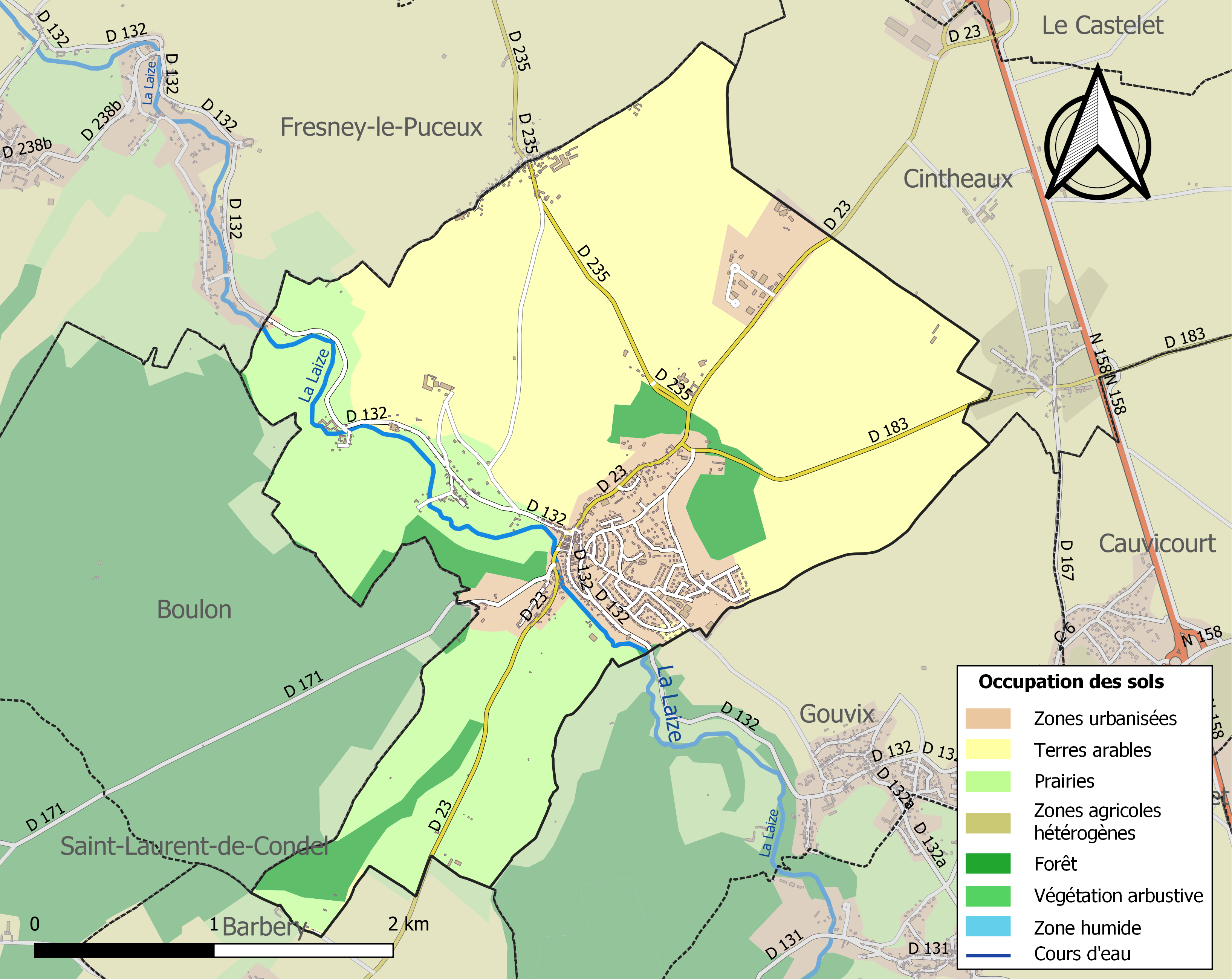
Carte des infrastructures et de l'occupation des sols de la commune en 2018 (CLC).

### Lieux-dits, hameaux et écarts
Le village est composé de quatre hameaux : 
- les Varendes (actuelles ZA et ZI du village),
- le Beffeux (environ une vingtaine d'habitations),
- Jacob-Mesnil (environ une quarantaine d'habitants)
- et la partie sud de Caillouet (une trentaine d'habitants).

### Habitat et logement
En 2019, le nombre total de logements dans la commune était de 791, alors qu'il était de 756 en 2014 et de 656 en 2009.
Parmi ces logements, 94,9 % étaient des résidences principales, 0,8 % des résidences secondaires et 4,4 % des logements vacants. Ces logements étaient pour 89,1 % d'entre eux des maisons individuelles et pour 10,6 % des appartements.
Le tableau ci-dessous présente la typologie des logements à Bretteville-sur-Laize en 2019 en comparaison avec celle du Calvados et de la France entière. Une caractéristique marquante du parc de logements est ainsi une proportion de résidences secondaires et logements occasionnels (0,8 %) inférieure à celle du département (17,9 %) mais supérieure à celle de la France entière (9,7 %). Concernant le statut d'occupation de ces logements, 60,8 % des habitants de la commune sont propriétaires de leur logement (63,5 % en 2014), contre 57 % pour le Calvados et 57,5 pour la France entière.
| Typologie                                               | Bretteville-sur-Laize | Calvados | France entière |
| ------------------------------------------------------- | --------------------- | -------- | -------------- |
| Résidences principales (en %)                           | 94,9                  | 75,1     | 82,1           |
| Résidences secondaires et logements occasionnels (en %) | 0,8                   | 17,9     | 9,7            |
| Logements vacants (en %)                                | 4,4                   | 6,9      | 8,2            |

## Toponymie
Le nom de la localité est attesté sous les formes Bretevilla vers l'an 1000, Bretevilla super Leizam en 1077.
Bretteville : le « domaine breton », de Bret(e) (« Breton(ne) », c'est-à-dire « Breton insulaire ») et de villa (« domaine agricole de l'époque carolingienne »).
Bretteville est au cœur de la vallée de la Laize.

## Histoire

### Époque contemporaine

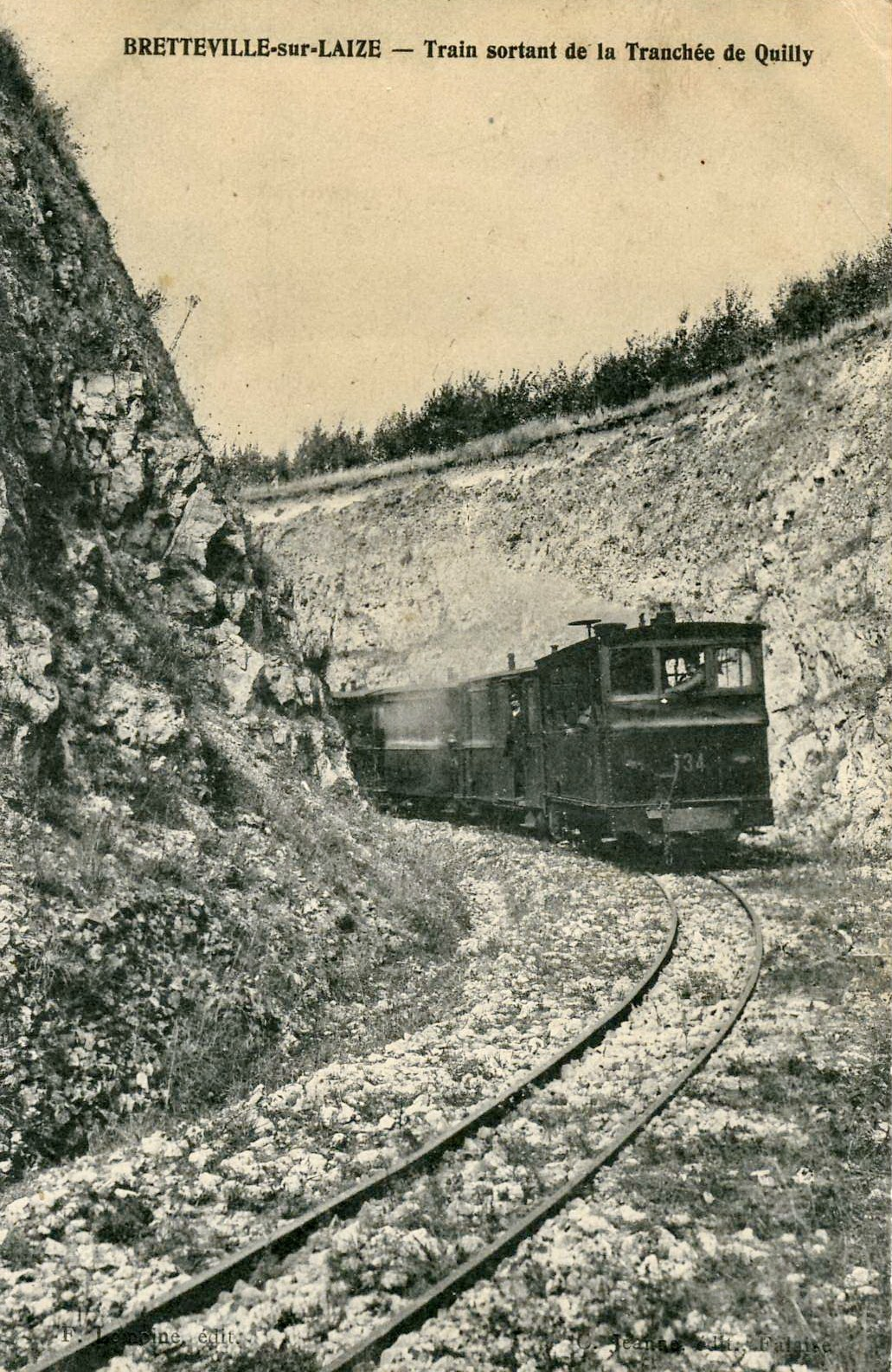
Train des Chemins de fer du Calvados sortant de la tranchée de Quilly.

En 1856, la commune instituée par la Révolution française absorbe celle de Quilly.
Dans la nuit du 6 juin 1832, une partie du village est détruite par un incendie
La commune est desservie par la ligne de chemin de fer secondaire de Caen à Falaise des Chemins de fer du Calvados de 1902 à 1932, facilitant le déplacement des personnes et le transport des marchandises.

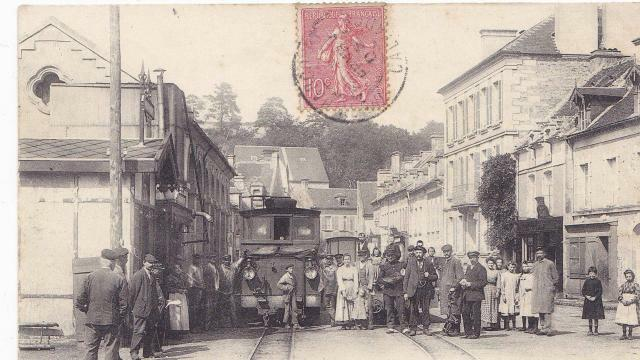
Belle animation sur la place du village et son tramway, au tout début du XXe siècle.

#### Seconde Guerre mondiale
Le bombardement du 10 juin 1944
Le 10 juin 1944 vers 17 h, trois vagues de bombardiers alliés survolent la ville d'ouest en est en larguant des bombes. Vingt-cinq personnes sont tuées. La population part se réfugier dans la mine de Gouvix, avant d'en être chassée par les Allemands trois semaines plus tard. 
La libération de Bretteville-sur-Laize
Le 10 août 1944, dans le cadre de l'opération Totalize après de violents combats autour de Cintheaux, des éléments de la 12e Panzerdivision SS Hitlerjugend, qui s'est illustrée pour avoir tenu une position défensive sur Cintheaux, s'installe dans la ville.

Le 11 août, le 21e régiment blindé canadien fait mouvement au nord, mais ses effectifs sont trop maigres pour attaquer la ville malgré le renfort de la 2e division d'infanterie canadienne.

Le 12 août, plusieurs sections de la 272e division d'infanterie allemande ainsi que la 167e division de Volksgrenadier arrivent en renfort. 

Le 13 août, des éléments de la 11e division blindée canadienne passent à l'attaque, les chars canadiens arrivent à prendre la route, coupant alors les Allemands de la garnison de Gouvix. Plusieurs bombardements successifs des Américains détruisent la ville au trois-quarts.

Le 14 août, la 167e division d'infanterie allemande quitte la ville. Les Canadiens passent à l'attaque, soutenus par des sections de soldats britanniques. Ils anéantissent les chars, peu nombreux, mis en place pour barrer la route. Un second bombardement a lieu, de nombreux habitants de Bretteville sont tués.
 
Le 16 août, la 12e Panzerdivision SS évacue la ville. 

Le 17 août, après un court instant de bombardement au mortier, les fantassins britanniques les premiers pénètrent sur la grande place, les Canadiens sont stoppés au sud, le pont sur la Laize étant gravement endommagé. Les Allemands ripostent à coups de canons, depuis les maisons situées sur l'autre rive, mais les Canadiens tiennent bon.
Le 17, toujours, les Britanniques traversent la Laize à 1 km en aval et prenant ainsi à revers les Allemands de la 272e ID. Des prisonniers sont faits, les autres ayant fui au sud, la ville est déclarée libre, mais Bretteville n'était pas à l'abri d'une contre-attaque… Heureusement, l'aviation anglaise protège la ville des attaques allemandes.

Le 20 août 1944, la ville est totalement libérée, les quelques Brettevillais restants découvrent avec tristesse les ravages de la guerre et leurs maisons en ruines.

## Politique et administration

### Rattachements administratifs et électoraux

#### Rattachements administratifs
La commune se trouve depuis 1926 dans l'arrondissement de Caen du département du Calvados.
Elle était depuis 1793 le chef-lieu  du canton de Bretteville-sur-Laize. Dans le cadre du redécoupage cantonal de 2014 en France, cette circonscription administrative territoriale a disparu, et le canton n'est plus qu'une circonscription électorale.

#### Rattachements électoraux
Pour les élections départementales, la commune est membre depuis 2014 du  canton du Hom
Pour l'élection des députés, elle fait partie de la troisième circonscription du Calvados.

### Intercommunalité
Bretteville-sur-Laize était le siège de la communauté de communes du Cingal, un établissement public de coopération intercommunale (EPCI) à fiscalité propre créé en 2001 et auquel la commune avait transféré un certain nombre de ses compétences, dans les conditions déterminées par le code général des collectivités territoriales.
Dans le cadre des dispositions de la loi portant nouvelle organisation territoriale de la République du 7 août 2015, qui prévoit que les établissements publics de coopération intercommunale (EPCI) à fiscalité propre doivent avoir un minimum de 15 000 habitants, cette intercommunalité a fusionné avec sa voisine pour former, le 1er janvier 2017, la communauté de communes Cingal-Suisse Normande dont est désormais membre la commune.

### Liste des maires
| Période                                  | Période      | Identité                | Étiquette  | Qualité                                                                                          |
| ---------------------------------------- | ------------ | ----------------------- | ---------- | ------------------------------------------------------------------------------------------------ |
| Les données manquantes sont à compléter. |              |                         |            |                                                                                                  |
| Maire en 1835                            | ?            | Paul-Louis Pagny        |            | Huissier, conseiller d'arrondissement                                                            |
| 1875                                     | 1893         | Charles-Ernest Paulmier |            | Avocat Député du Calvados (1885-1907) Conseiller général de Bretteville-sur-Laize (1883 → 1907)  |
|                                          |              | Charles Le Normand      |            |                                                                                                  |
| Les données manquantes sont à compléter. |              |                         |            |                                                                                                  |
| 1920                                     | 1945         | Louis Paixhans          |            | Président de la chambre d'agriculture de Falaise                                                 |
| 1945                                     | 1958 (décès) | Edmond Cauchard         |            | Commerçant                                                                                       |
| novembre 1958                            | mars 1971    | André Masseron          |            |                                                                                                  |
| mars 1971                                | mars 1983    | Xavier de la Provoté    |            | Médecin                                                                                          |
| mars 1983                                | mars 1989    | Joël Simon (1940-1989)  | RPR        | Chef d'entreprise Conseiller général de Bretteville-sur-Laize (1979 → 1989)                      |
| mars 1989                                | mars 2008    | Jean-Jacques Lacoste    | PS         | Instituteur et directeur d'école Conseiller général de Bretteville-sur-Laize (1989 → 2004)       |
| mars 2008                                | En cours     | Bruno François          | PS puis SE | Instituteur spécialisé Conseiller départemental du Hom (2021 → ) Réélu pour le mandat 2020-2026, |

### Jumelages
Bretteville-sur-Laize est jumelée avec:
- Maßbach (Allemagne) depuis 1989, jumelage de la communauté de communes.
- Chagford (Royaume-Uni) depuis 1975 (inactif depuis les années 1990 ; la signalétique de Chagford a disparu)

## Population et société

### Démographie
L'évolution du nombre d'habitants est connue à travers les recensements de la population effectués dans la commune depuis 1793. Pour les communes de moins de 10 000 habitants, une enquête de recensement portant sur toute la population est réalisée tous les cinq ans, les populations de référence des années intermédiaires étant quant à elles estimées par interpolation ou extrapolation. Pour la commune, le premier recensement exhaustif entrant dans le cadre du nouveau dispositif a été réalisé en 2007.

En 2022, la commune comptait 1 911 habitants, en évolution de +3,63 % par rapport à 2016 (Calvados : +1,58 %, France hors Mayotte : +2,11 %).
| 1793 | 1800 | 1806 | 1821 | 1831 | 1836 | 1841 | 1846 | 1851  |
| ---- | ---- | ---- | ---- | ---- | ---- | ---- | ---- | ----- |
| 790  | 650  | 823  | 861  | 876  | 960  | 947  | 981  | 1 118 |

| 1856  | 1861  | 1866  | 1872 | 1876  | 1881  | 1886  | 1891 | 1896 |
| ----- | ----- | ----- | ---- | ----- | ----- | ----- | ---- | ---- |
| 1 109 | 1 080 | 1 062 | 974  | 1 009 | 1 004 | 1 011 | 994  | 940  |

| 1901 | 1906 | 1911 | 1921 | 1926 | 1931 | 1936 | 1946 | 1954 |
| ---- | ---- | ---- | ---- | ---- | ---- | ---- | ---- | ---- |
| 966  | 839  | 791  | 903  | 908  | 864  | 910  | 726  | 889  |

| 1962  | 1968  | 1975  | 1982  | 1990  | 1999  | 2006  | 2007  | 2012  |
| ----- | ----- | ----- | ----- | ----- | ----- | ----- | ----- | ----- |
| 1 246 | 1 323 | 1 299 | 1 400 | 1 341 | 1 504 | 1 551 | 1 558 | 1 692 |

| 2017  | 2022  | - | - | - | - | - | - | - |
| ----- | ----- | - | - | - | - | - | - | - |
| 1 876 | 1 911 | - | - | - | - | - | - | - |

Bretteville-sur-Laize est un de ces gros bourgs normands isolés dans la campagne. Mais depuis l'amélioration de la route nationale 158, le bourg connait une seconde jeunesse et sa population se fait active. Le village s'avère être une plaque tournante de l'économie du canton et sait se faire attirante. Récemment, des lotissements sont en construction autour du bourg.

### Manifestations culturelles et festivités

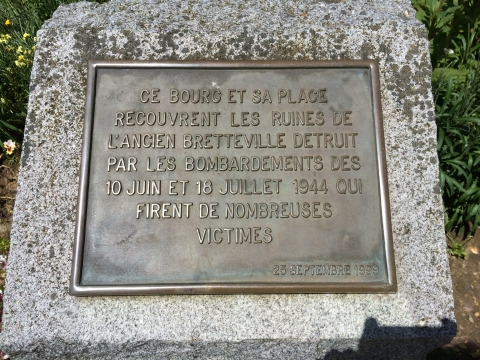
Plaque sur la place de Bretteville-sur-Laize.

- Les saisons de Quilly.
- Les trophées du basket en juin.

## Culture locale et patrimoine

### Lieux et monuments
Bretteville-sur-Laize bénéficie d'un riche patrimoine,.
Ses monuments historiques sont : 
- clocher et flèche de l'église Notre-Dame de Quilly (du XIe au XIVe siècle) ;
- manoir de Quilly ;
- église Saint-Vigor de Bretteville-sur-Laize ;
- parc du château de la Gournerie ;
- ancienne abbaye Notre-Dame de Barbery ;
- route dite Chemin Haussé où du Duc Guillaume, ancienne voie romaine de Vieux-la-Romaine à Jort[27].

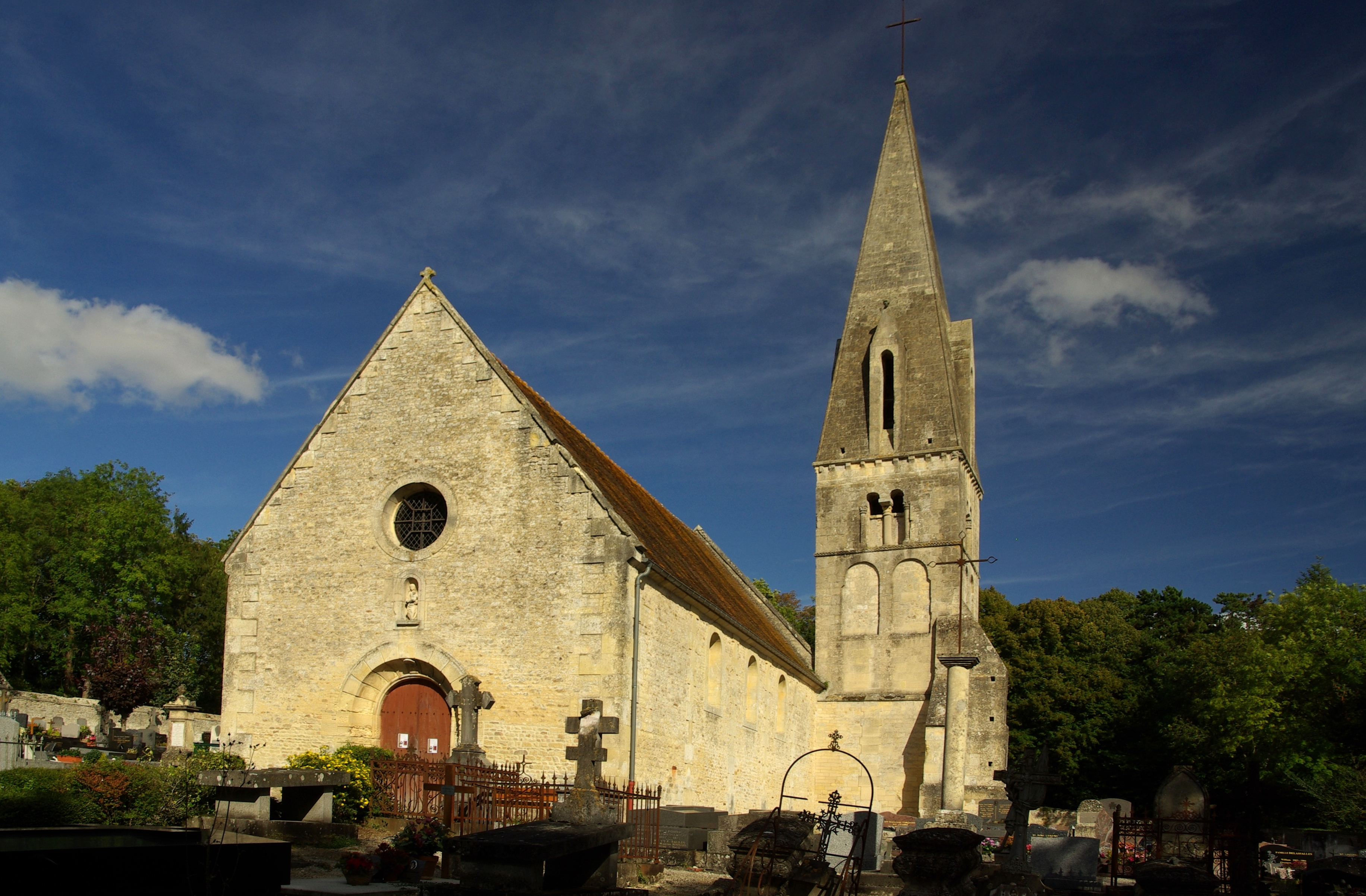
L'église Notre-Dame de Quilly.
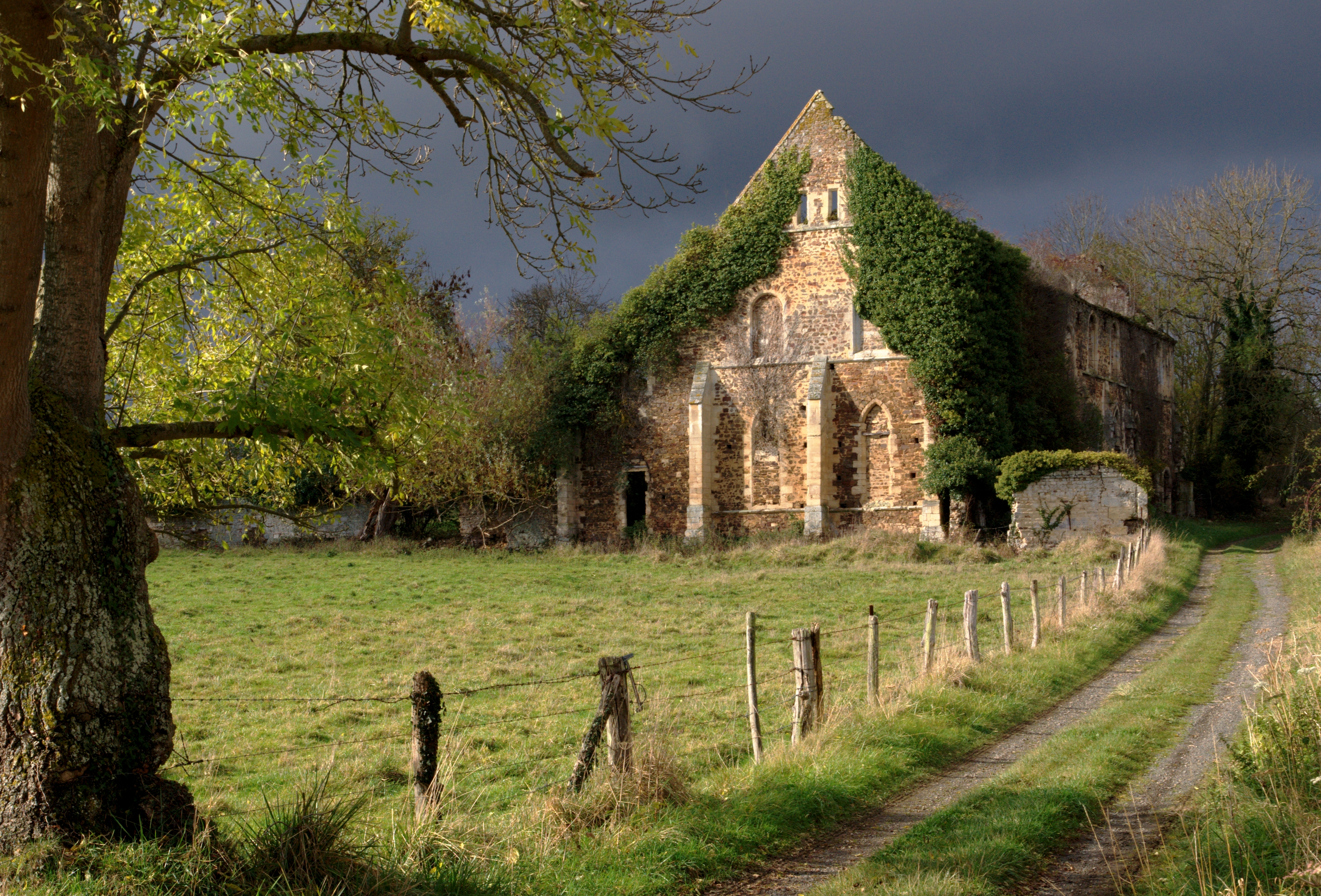
L'abbaye Notre-Dame de Barbery.
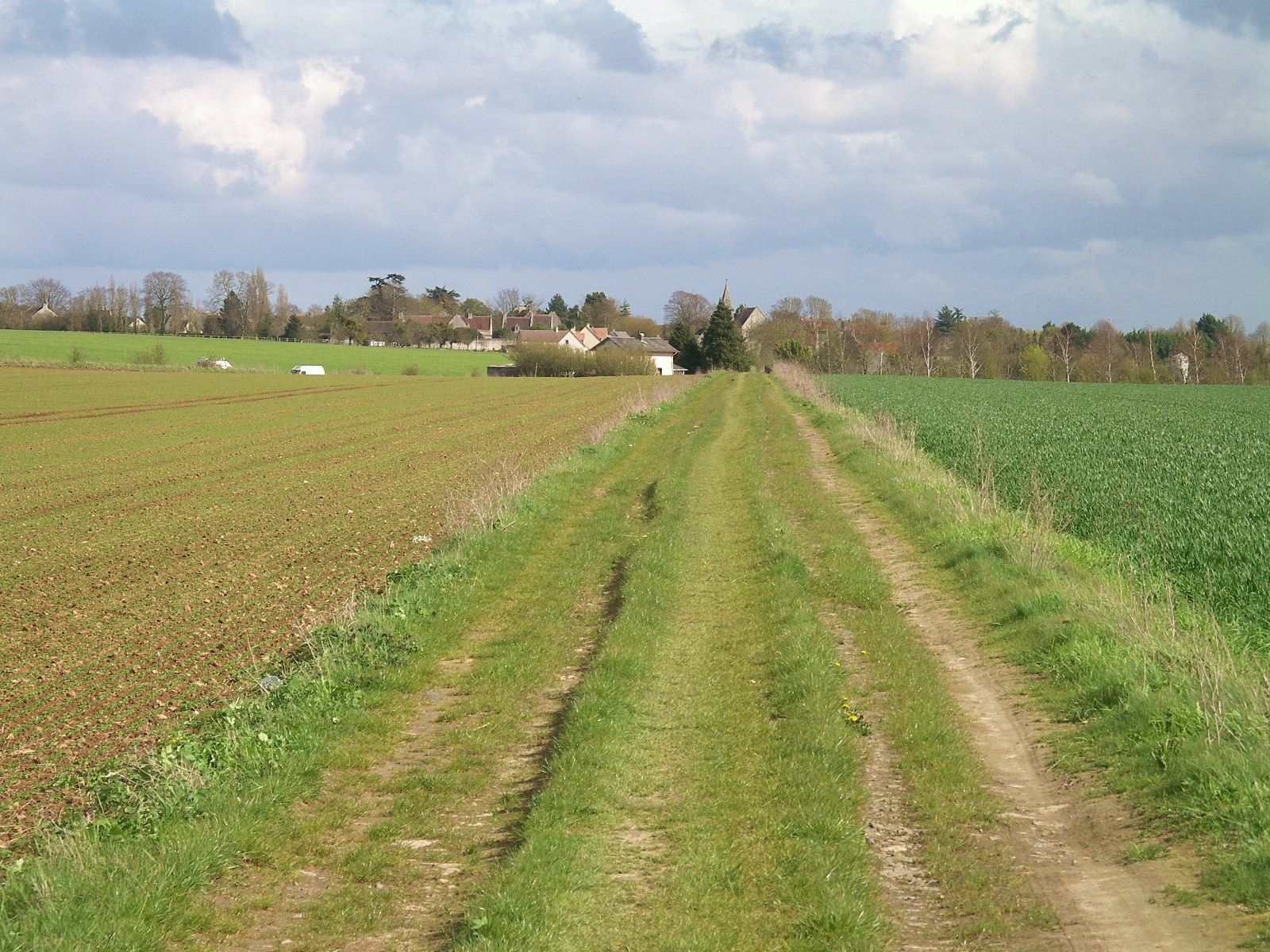
Le Chemin Haussé.

On peut également signaler :

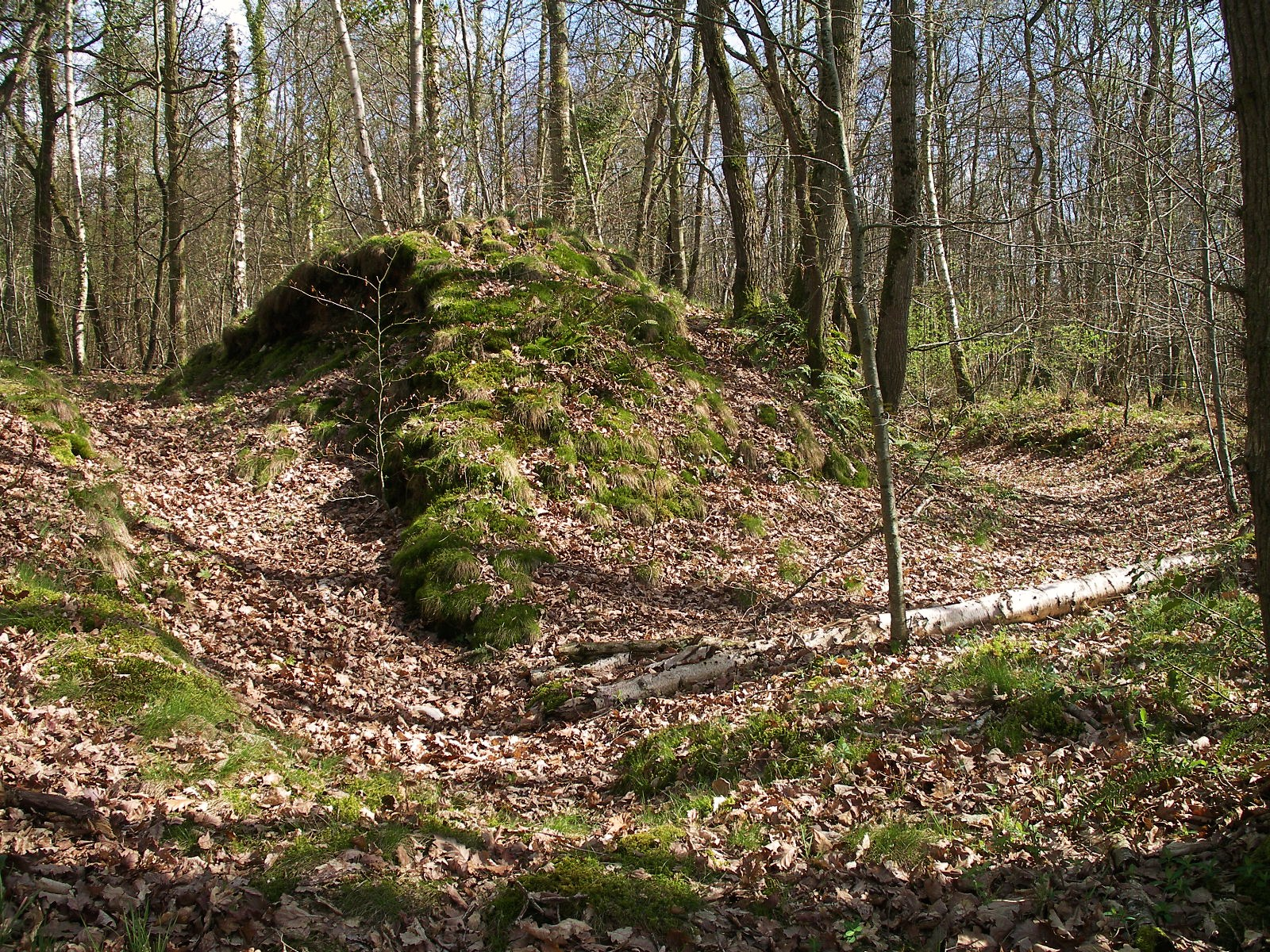
L'enceinte de la Bijude.

- ancien bailliage dans le lieu-dit des Hautes Chambres, installé au XVIIIe siècle dans des bâtiments vraisemblablement construits au XIVe ou XVe siècle ;
- croix monumentale du XIXe siècle dans le cimetière de Notre-Dame de Quilly ;
- Vestiges d'un château fort dit « Motte de Rouvrou » du XIe siècle recensé à l'Inventaire général du patrimoine culturel[28] ;
- ancienne tannerie du Hameau Gaugin ;
- motte de forme circulaire de la Bijude du XIe siècle recensée à l'Inventaire général du patrimoine culturel[29]. Elle est située au nord-est du village de la Bijude, à la limite des communes de Bretteville et Boulon, au nord de la forêt de Cinglais, dominant la vallée encaissée d'un affluent de la Laize[30].
- motte à l'extrémité du plateau, au confluent du ruisseau du Valclair et de la Laize, près de l'église, dominant le village. La plate-forme de la motte est occupée par une maison bourgeoise du XIXe siècle[31]. Seul le fossé méridional de la motte demeure bien marqué[32] ;
- la vallée de la Laize ;
- cimetière militaire canadien de Bretteville-sur-Laize.

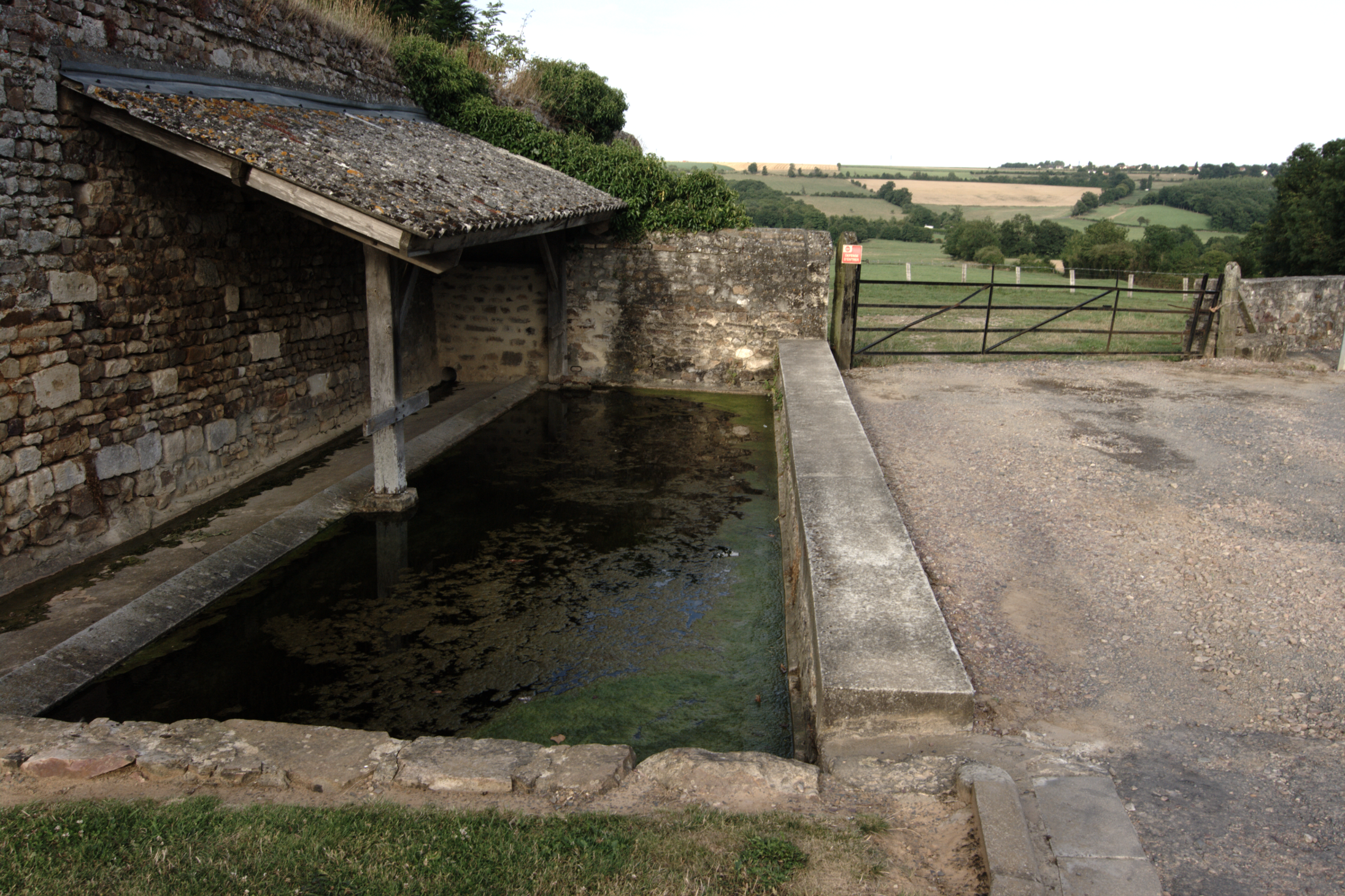
Le lavoir de Touffay.
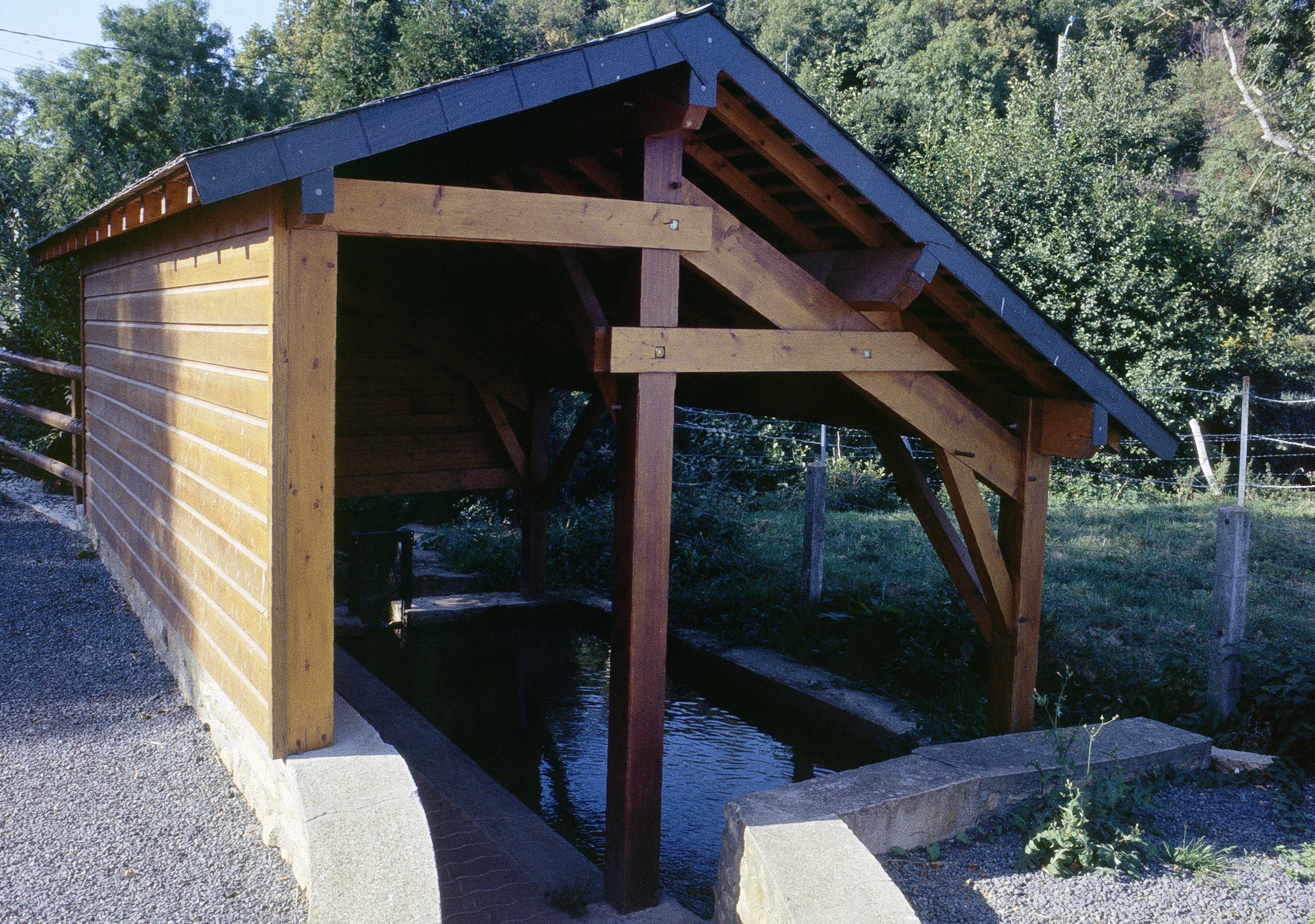
Le lavoir de Jacob-Mesnil.

### Personnalités liées à la commune

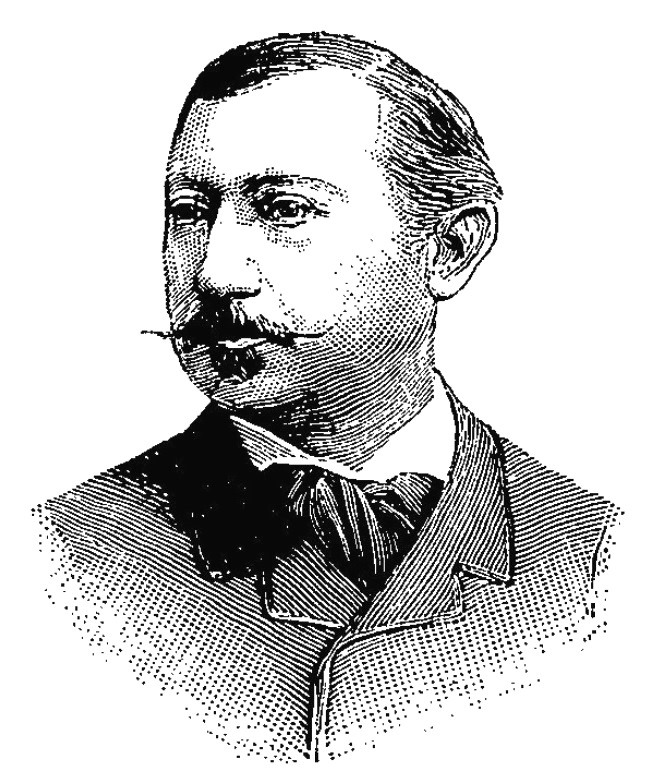
Charles Paulmier.

- Charles-Pierre-Paul Paulmier (1811 - Bretteville-sur-Laize, 1887), homme politique, député du Calvados.
- Xavier Deluc (1958-) comédien, réalisateur et scénariste français, a passé son enfance dans le hameau de Jacobmesnil situé sur le territoire de Bretteville-sur-Laize.

### Héraldique
| Blason de Bretteville-sur-Laize | Blason  | D'argent à l'arbre arraché au naturel adextré d'une tierce alésée ondée d'azur, au chef de gueules chargé d'un léopard d'or. |
| Blason de Bretteville-sur-Laize | Détails | Le léopard d'or sur champ de gueules rappelle les armes de la Normandie. Le statut officiel du blason reste à déterminer.    |